# Euphorbia fleckii
Euphorbia fleckii es una especie fanerógama perteneciente a la familia de las euforbiáceas.  Es originaria de  Namibia.

## Taxonomía
Euphorbia fleckii fue descrita por   Ferdinand Albin Pax y publicado en Bulletin de l'Herbier Boissier 6: 738. 1898.
Etimología
Euphorbia: nombre genérico que deriva del médico griego del rey Juba II de Mauritania (52 a 50 a. C. - 23), Euphorbus, en su honor – o en alusión a su gran vientre –  ya que usaba médicamente Euphorbia resinifera. En 1753 Carlos Linneo asignó el nombre a todo el género.
fleckii: epíteto otorgado en honor del geólogo austriaco Eduard Fleck (1841-1917), quien descubrió la especie en Namibia recorriendo el desierto de Kalahari.